# 聖米格爾德埃爾法伊克區
聖米格爾德埃爾法伊克區（西班牙語：Distrito de San Miguel de El Faique），是秘魯的一個區，位於該國西北部皮烏拉大區的宛卡班巴省，始建於1965年1月29日，面積201.6平方公里，海拔高度1,050米，2005年人口9,430，人口密度每平方公里47人。